# L'Enfant roi
Pour les articles homonymes, voir L'Enfant-roi.
L'Enfant roi est un opéra en cinq actes composé en 1905 par Alfred Bruneau sur un livret d'Émile Zola.
Zola avait commencé à écrire le livret en juillet 1899, à son retour d'Angleterre. La partition a été terminée en août 1902, et la première a eu lieu à l’Opéra-Comique à partir du 3 mars 1905, pour une série de 12 représentations.
Zola a baptisé en référence à ce drame lyrique une barque lui permettant d'accéder à l'île de Platais, où il avait un chalet.